# Rifugio Roberto Bignami
Das Rifugio Roberto Bignami (meist nur Rifugio Bignami, deutsch auch Bignamihütte genannt) ist eine alpine Schutzhütte in der italienischen Region Lombardei in den Bernina-Alpen. Sie liegt auf einer Höhe von 2401 m innerhalb der Gemeinde Lanzada und gehört der CAI Sektion Mailand. Die Hütte wird von Mitte Juni bis Mitte September bewirtschaftet und bietet 70 Bergsteigern Schlafplätze.
Benannt ist die Hütte nach Roberto Bignami, einem italienischen Alpinisten, der 1954 am Api im Himalaya den Tod fand.